# ドン・ファン
ドン・ファン（スペイン語: Don Juan）はスペインの伝説上の人物で、数多くの女性を誘惑しては捨てる好色放蕩な「猟色家・女たらし」の代名詞。もともとファウストと並んで長くヨーロッパに流布していた伝説が、16世紀にスペインの劇作家によって明確なキャラクターとして描かれ、以後さまざまな文学・音楽・オペラ作品に繰りかえし登場するようになった。多くの場合、富裕な美男が放蕩のかぎりをつくしたのち天罰を受け地獄に落ちる姿が描かれる。「ドン」はスペイン語圏等における男性の尊称。ドン・ジュアン（仏・英）、ドン・ジョヴァンニ（伊）。
18世紀に実在したジャコモ・カサノヴァ（カサノバ、カサノーバ）は、ヨーロッパ各地を遍歴して波瀾万丈の日々を送りながら、やはり数多くの女性との情事を繰りかえしたとされ、しばしばドン・ファンと同様に女たらしの代名詞として扱われる。

## 概要

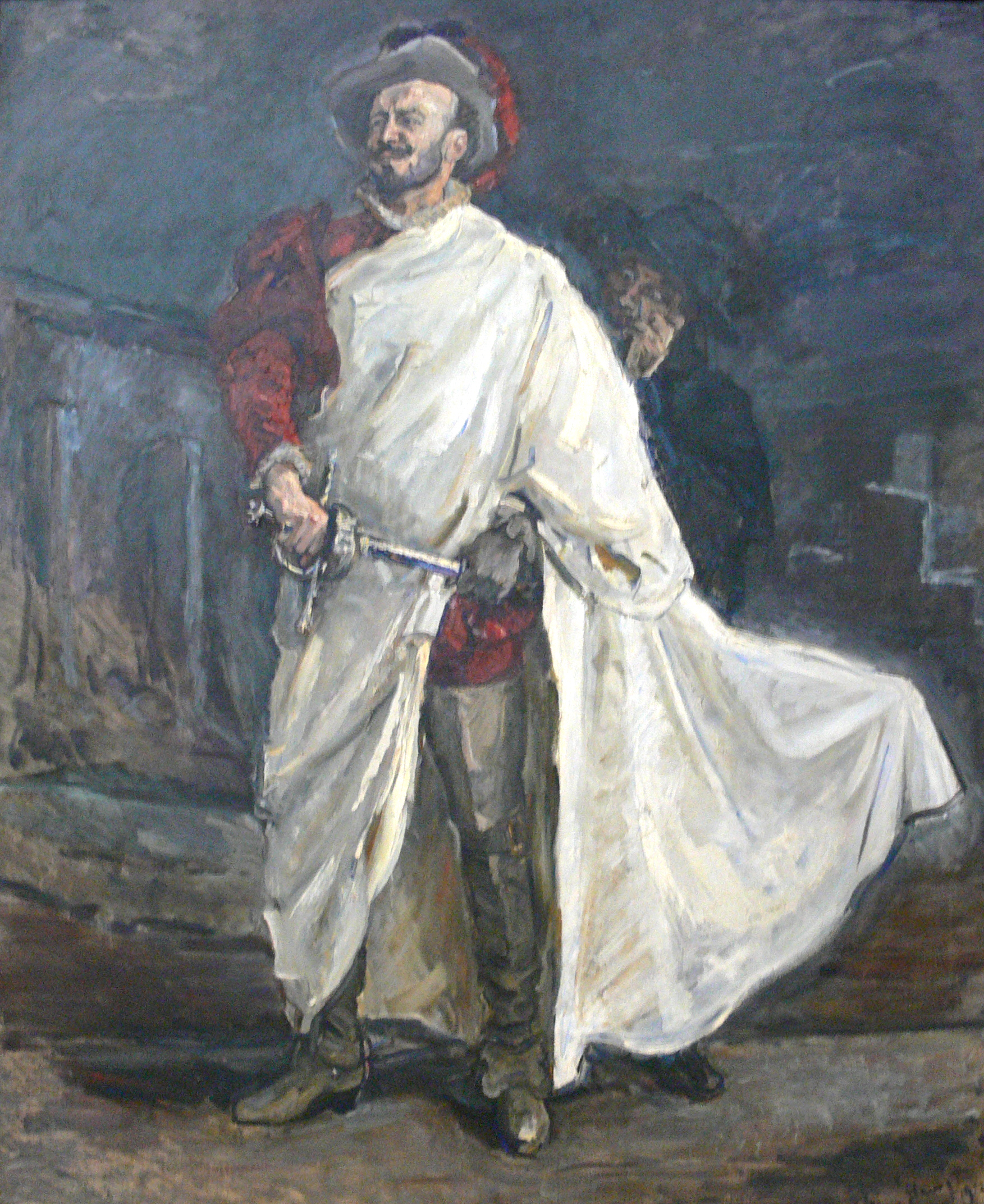
モーツァルトの歌劇『ドン・ジョヴァンニ』より、剣を携えたドン・ファン

ドン・フアンの伝説は古くからヨーロッパに伝わっていたが、その起源はよく分かっていない。この伝説には「色事師」の物語と、石像となった亡霊が男を夕食に招待して復讐する「石像の客」の物語という2つの要素がある。
前者のモデルとしては、スペインのペドロ1世王（残虐王、在位1350-1369）の宮廷にいた貴族ドン・ファン・テノーリオの名が上げられることがあるが、明確な史的根拠は欠いている。また後者の「天罰」譚には、14世紀ごろからヨーロッパ各地で語り伝えられた「ある男が路上に散乱していた骸骨を蹴ると、亡霊が現れ、その亡霊が男を夕食に招いて殺す」という民話が残っているとも考えられている。
これらの伝説を吸収して「ドン・ファン」という人物像を文学上の典型的キャラクターとして定着したのが、スペインの劇作家ティルソ・デ・モリーナによる《セビリャの色事師と石の招客 El burlador de Sevilla y convidado de piedra》（1630）である。
この作品では、セビリア名家の息子ドン・フアンが、公爵夫人イサベラ、漁師の娘ティスベーア、貴婦人ドニャ・アナ、田舎娘アミンタを次々と甘言で誘惑して犯す。そしてドニャ・アナの父親ドン・ゴンサーロが激高して復讐に現れるとこれを斬り殺してしまう。ゴンサーロは地元の貴紳だったため慰霊の石像が建てられるが、ある日、これを見つけたドン・ファンが石像を愚弄すると、石像は亡霊となって動き出し、彼を晩餐に招待したいと申し出る。亡霊を侮って墓地へやってきたドン・ファンは、食事をすませたとたん地獄の炎に焼き殺されてしまう。
この戯曲は大当たりをとり、以後、無数のバリエーションを生み出す。まずイタリアでイタリア語版が作られた（1659）後、フランスでモリエールの喜劇『ドン・ジュアン、あるいは石像の宴』（1665）が大成功をおさめる。さらにモーツァルトの歌劇『ドン・ジョヴァンニ』（1787）はモーツァルト4大歌劇の1つに数えられる傑作として上演が繰りかえされ、「ドン・ファン」人気は決定的となった。
ロマン主義の台頭する19世紀になるとドン・ファンはさらに脚光を浴び、バイロンの長編叙事詩『ドン・ジュアン』（1819）、ソリーリャ『ドン・ファン・テノーリオ』（1844）など数多くのドン・ファンものが作られた。このほか詩人のプーシキンやボードレール、哲学者のキルケゴール、小説家のアレキサンドル・デュマやプロスペル・メリメ、音楽家のリヒャルト・シュトラウスなどがドン・ファン伝説に触発された作品を書いている。

## 関連作品
| 発表年 | 題名                             | 作者名                   | 分類         | 備考                                                           |
| ------ | -------------------------------- | ------------------------ | ------------ | -------------------------------------------------------------- |
| 1630   | セビーリャの色事師と石の招客     | ティルソ・デ・モリーナ   | 戯曲         |                                                                |
| 1665   | ドン・ジュアン、あるいは石像の宴 | モリエール               | 戯曲         |                                                                |
| 1787   | ドン・ジョヴァンニ               | モーツァルト             | オペラ       |                                                                |
| 1814   | ドン・ジュアン                   | E・T・A・ホフマン        | 小説         |                                                                |
| 1819   | ドン・ジュアン                   | バイロン                 | 詩           | 1924年まで書き継がれ未完に終わった。                           |
| 1830   | 石の客（『小悲劇』中の一編）     | プーシキン               | 詩           |                                                                |
| 1844   | ドン・フワン・テノーリオ         | ホセ・ソリーリャ         | 戯曲         |                                                                |
| 1862   | ドン・ジュアン                   | トルストイ               | 戯曲         |                                                                |
| 1872   | 石の客                           | ダルゴムイシスキー       | オペラ       | プーシキンの詩に基づく。                                       |
| 1889   | 交響詩「ドン・ファン」           | リヒャルト・シュトラウス | 管弦楽曲     |                                                                |
| 1911   | 若きドン・ジュアンの冒険         | ギヨーム・アポリネール   | 小説         |                                                                |
| 1926   | ドン・ファン                     | アラン・クロスランド     | 映画         |                                                                |
| 1934   | ドン・ファン                     | アレクサンダー・コルダ   | 映画         | 原題：The Private Life of Don Juan                             |
| 1943   | あれか これか                    | キルケゴール             | 評論         | 別題『ドン・ジョヴァンニ音楽的エロスについて』                 |
| 1973   | ドン・ファン                     | ロジェ・ヴァディム       | 映画         | ドン・ジョアンを女性に置きかえてブリジット・バルドーが演じた。 |
| 1995   | ドン・ファン                     | ジェレミー・レベン       | 映画         |                                                                |
| 2003   | シニョール ドン・ファン          | 宝塚歌劇団               | ミュージカル | 舞台を現代日本に置きかえた翻案。                               |
| 2010   | ドン・フアン（本人が語る）       | ペーター・ハントケ       | 小説         |                                                                |

作品中で「ドン・ファン」が言及されるもの
- 『人と超人』（Man and superman）、ジョージ・バーナード・ショー - ヒロインに結婚を迫られる『革命家必携』の著者ジョン・タナーが、ドン・フアン・テノーリオに擬される。
- 『オペラ座の怪人』（Le Fantome de l'Opera ）、ガストン・ルルー - 作中において「ドン・ファンの勝利」という演目がある。